# Leiopyrga
Leiopyrga is een geslacht van weekdieren uit de klasse van de Gastropoda (slakken).

## Soorten
- Leiopyrga cingulata (A. Adams, 1864)
- Leiopyrga lineolaris (Gould, 1861)
- Leiopyrga octona (Tate, 1891)